# 亨利·格林
亨利·格林（英語：Henry Green），是英国小说家亨利·文森特·约克（英語：Henry Vincent Yorke，1905年10月29日—1973年12月13日）的笔名。亨利·格林的主要作品有《生活》、《结伴出游》和《爱》，其作品多用象征性事物和抒情手法刻画人物和场景，反映了第二次世界大战前后英国的社会现实。他對當代英國作家的寫作風格產生了巨大影響，因而被稱為『作家之作家之作家』（writer's writer's writer）。

## 生平与创作

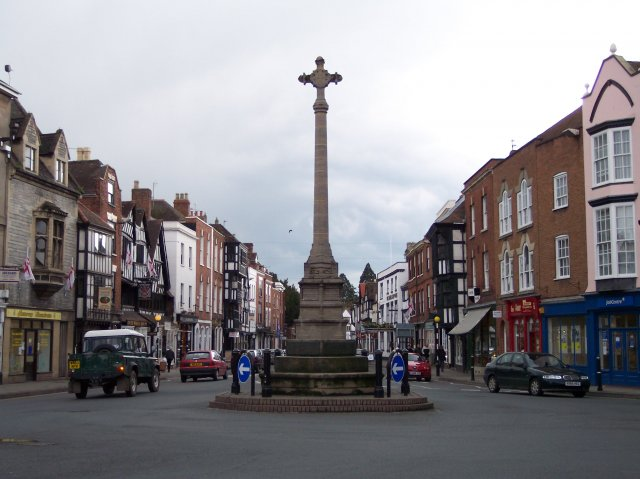
丘克斯伯里的战争纪念碑

亨利·格林出生于英格兰格洛斯特郡的丘克斯伯里附近，祖父约翰·约克是保守党政治家，父亲文森特·沃德豪斯·约克是伯明翰的一位富裕地产主和企业家。妈妈茂德·伊芙琳·温汉姆是第二代利康菲尔德男爵的女儿。格林在丘克斯伯里长大，后来进入伊顿公学就读，和同学安东尼·鲍威尔成为好朋友。在伊顿公学就读期间，亨利·格林创作了自己的小说《盲目》的大部分篇章。他进入牛津大学学习，结识了后来也成为名作家的伊夫林·沃，两人既成为了朋友，也是文学上的竞争对手关系。
1926年，格林从牛津大学毕业，但未拿到学位。他回到伯明翰，进入自己的家族企业工作。这是一家生产啤酒装瓶机的工厂，格林和底层工人一起工作过一年，之后逐步成为经理。他把这一阶段的生活经历写在了他的第二部小说，创作于1927到1928年的《生活》中。1929年他和自己的表妹结婚，两人同为第一代利康菲尔德男爵的曾孙子女。两人的儿子萨巴斯蒂安于1934年出生。1940年格林发表了《结伴出游》，他认为这部小说接近于自己的自传。
在二战期间，亨利·格林在輔助消防隊中担任消防员，这些战争时代的经验他写在了小说《窘境》里，也影响了小说《回归》。亨利·格林最后发表的小说是发表1952年的《老迈》，这是他写作生涯的终结。之后的20余年，他专注于研究奥斯曼帝国，变得酗酒和离群索居。他曾说过“我发现我已经精疲力竭，无法再创作新东西了”在生命的最后七年中，他从未离开过自己在伦敦的居所，甚至不允许摄影师拍摄自己的正面照片。此外，格林在政治上也是个保守主义者。

## 小说
格林的小说和弗吉尼亚·吴尔夫的作品一起被视作英国现代主义文学的重要作品，他最受重视的作品是《生活》（1929）、《爱》（1945）和《结伴出游》，这三部小说经常合集出版。
《生活》记录了在两次世界大战之间的经济繁荣期中，伯明翰工厂工人的生活。小说主要关注莉莉·盖茨和波特·琼斯的暧昧关系。他们希望找到机会，出国旅行，逃离工人阶级的出身。这一计划总是被和莉莉住在一起的“爷爷”，也是莉莉父亲的最好朋友克莱甘所阻扰。另一条情节线是工厂主的儿子杜布莱特，继承了父亲工厂的杜布莱特和工厂的工头塔沃尔先生矛盾重重。杜布莱特希望可以翻修工厂，进行改革，塔沃尔先生担忧改革会让自己丢了工作。小说的语言特色是有意省略连词和定冠词，用于模仿伯明翰方言。不仅如此，连冠词也用的不多。格林后来这样解释道：“我想让这本书尽可能的简练，为了符合我正过着的无产阶级的生活，于是我决定扔掉那些冠词。”
《结伴出游》讲述了一群富人乘坐火车前往家庭聚会的旅行。由于大雾，火车晚点了很久，富人们只好在邻近的一座大型铁路旅馆住宿，故事就发生在这家旅馆中。
《爱》描述了二战之中一个爱尔兰乡村家庭的主人和仆人的生活。由于主人不在，在关于欧洲战争的留言中，房客和仆人产生了矛盾冲突 。在访谈中，格林回答说：“战争期间的一个男消防队员启发了我创作这篇小说。他当时是我的侍从，他告诉我他曾经问过一个年长的管家，这位老管家最喜欢的生活是什么，答案是‘夏日早晨躺在床上，开着窗，听着教堂的钟声，用手指吃着黄油面包卷』一刹那间，这书就出现在我眼前。
《归来》讲述了查理·萨摩斯的故事，查理是一个从德国回国的英国年轻人。他曾在法国的战斗中受伤，在战俘营里关了三年。由于受伤，他的腿不得不被截肢。他在狱中的时候，罗丝，他所爱的女人，去世了。而查理不能表达自己的哀痛，因为罗丝是他人的妻子。查理联系了罗丝的父亲格兰特先生，后者鼓励他和一位年轻寡妇结识，觉得这可以安慰后者的丧夫之痛。令查理大为惊讶的是，这位寡妇南希·惠特莫和罗丝十分的相像。他发现了南希实际上是格兰特先生的私生女。小说的剩余部分描述了查理和南希之间的复杂而纠结的关系，同时展现了饱受战争创伤的英国。
格林对如何写作有着这样的观点：“无韵的文字不适合大声朗读，而适合在晚间独自阅读，它不像诗歌那么灵动，但要想大网一样网罗多种暗示……无韵的文字应该像陌生人之间的直接亲近，而不考虑两人背景如何。它应该诉诸于未曾表达的恐惧，最后让石头都掉下眼泪。

## 评价
泰里·索森曾采访亨利·格林，访谈内容登在《巴黎评论》上，索森为访谈写的序言中说“对于写作技巧高度发展的作家，有个古老的恭维话叫做‘作家的作家’，亨利·格林则被称为‘作家的作家的作家’”虽然他的《爱》一书在1940年代被广泛阅读，他也被W·H·奥登、克里斯多福·伊舍伍、艾多拉·维蒂、安东尼·伯吉斯和丽贝卡·韦斯特所大力赞赏，在公众之中并没有在作家圈子里那么受欢迎，他的书从未卖出过超过一万册。V·S·普利特切特称亨利·格林为“他的时代里最有天赋的散文作家”。

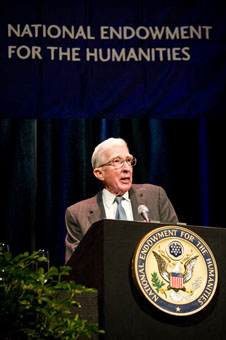
深受亨利·格林影响的约翰·厄普代克

亨利·格林去世后，他的作品逐渐绝版，少有人读。但自从1990年代初以来，又逐渐為外界所從新發現。很多当代作家都把他列为影响自己的人，比如约翰·厄普代克在为企鹅版的格林小说集的序言中写到“他的小说比去世的或活着的任何作家都对我有风格上的影响。”小说家萨巴斯蒂安·福克斯也写到：“没有小说像《生活》和《爱》中的伟大片段那样让我震撼。”
大卫·洛奇称格林“一位独特的天才和真正的原创作家”。在《秘密的发生》这篇文章中，弗兰克·科莫德讨论了格林的小说《结伴出游》，认为在小说的现实主义表面之下，隐含了复杂的神话隐喻网络，这让科莫德将亨利·格林归入现代主义运动，认为这部小说受到了T·S·艾略特关于“神话方法”的观点的影响。对格林小说的学术研究相对较少，其中代表的论著是杰里米·特莱格隆的《浪漫：亨利·格林的生平和创作》。

## 主要著作
- 《盲目》（1926）
- 《生活》（1929）
- 《结伴出游》（1939）
- 《打好背包》（1940）
- 《窘境》（1943）
- 《爱》（1945）
- 《归来》（1946）
- 《结论》（1948）
- 《乌有》（1950）
- 《老迈》（1952）
- 《尚存：亨利·格林的未成集作品》（1992）